# Marcellois
 Marcellois  es una población y comuna francesa, en la región de Borgoña, departamento de Côte-d'Or, en el distrito de Montbard y cantón de Vitteaux.

## Demografía
| 212 | 221 | 208 | 210 | 210 | 207 | 176 | 150 | 143 | 144 | 136 | 143 | 142 | 133 | 102 | 107 | 97 | 105 | 86 | 85 | 89 | 64 | 60 | 64 | 67 | 58 | 49 | 42 | 35 | 29 | 24 | 23 | 24 |
| Para los censos de 1962 a 1999 la población legal corresponde a la población sin duplicidades (Fuente: INSEE [Consultar]) |     |     |     |     |     |     |     |     |     |     |     |     |     |     |     |    |     |    |    |    |    |    |    |    |    |    |    |    |    |    |    |    |